# Metroo

El Metroo (en griego antiguo: Μητρῷον, romanizado: Mētrōon) fue un santuario griego antiguo, el templo más pequeño del santuario de Olimpia. Según Pausanias fue consagrado a la Madre de los dioses (θεῶν μήτηρ). Era un templo dórico, que estaba al norte del Templo de Zeus Olímpico, al sur de la Terraza de los Tesoros y al este del templo de Hera.
El culto a Rea como madre genérica, potencia creadora, símbolo primitivo de la fertilidad, madre de Zeus y esposa de Crono, se desarrolló ininterrumpidamente en Olimpia al pie de la gruta, a través de cuya hendidura los mortales creían ponerse en contacto con la deidad. Al pie de la gruta misma, debió de surgir el primitivo altar y adoratorio que fue hallado por Ernst Curtius en los trabajos llevados a cabo al excavar en la parte posterior de la Exedra y al oeste del Tesoro de Sición. Consistía en una pequeña capilla de piedra caliza con una estrecha antecámara y con unas dimensiones de 2,74 por 2,84 metros. Wilhelm Dörpfeld identificó el enclave con la gruta citada por Píndaro  que quedó enterrada bajo un terraplén a comienzos del siglo IV a. C.

Plano del santuario de Olimpia. El n.º 7 indica dónde estaba el Metroo.

Para sustituir el primitivo adoratorio se erigió a mediados del siglo IV a. C. un templo a Rea, Cibeles o Magna Mater, encarnación o personificación de los antiguos cultos de importación cretense y símbolo de una concepción de la fertilidad o potencia generatriz de la gen divina.
El nuevo templo era de reducidas dimensiones, lo que demuestra que se hizo en sustitución de la antigua gruta donde surgieron las prácticas rituales de la Magna Mater. Construido en caliza porosa, tenía un peristilo de columnas dóricas con una distribución de 6 de frente por 11 de lado con pilares de 7,50 metros. El estilóbato medía 20,67 por 10,62 m. Los adornos de los triglifos estuvieron pintados de azul marino. Tenía un frontón con figuras de las que solo se ha conservado un torso de Dioniso en mármol.
Durante la época romana, el Metroo sufrió un cambio sustancial arquitectónico y ritual. Las metopas de sus frisos fueron cambiadas y al edificio se le dio interiormente una capa uniforme que borró sus particularidades originarias. El culto a la Magna Mater, ya en desuso, fue sustituido por el de los emperadores romanos y las estatuas de César Augusto, Claudio, Tito y Domiciano, así como las de sus mujeres, estaban en su interior.

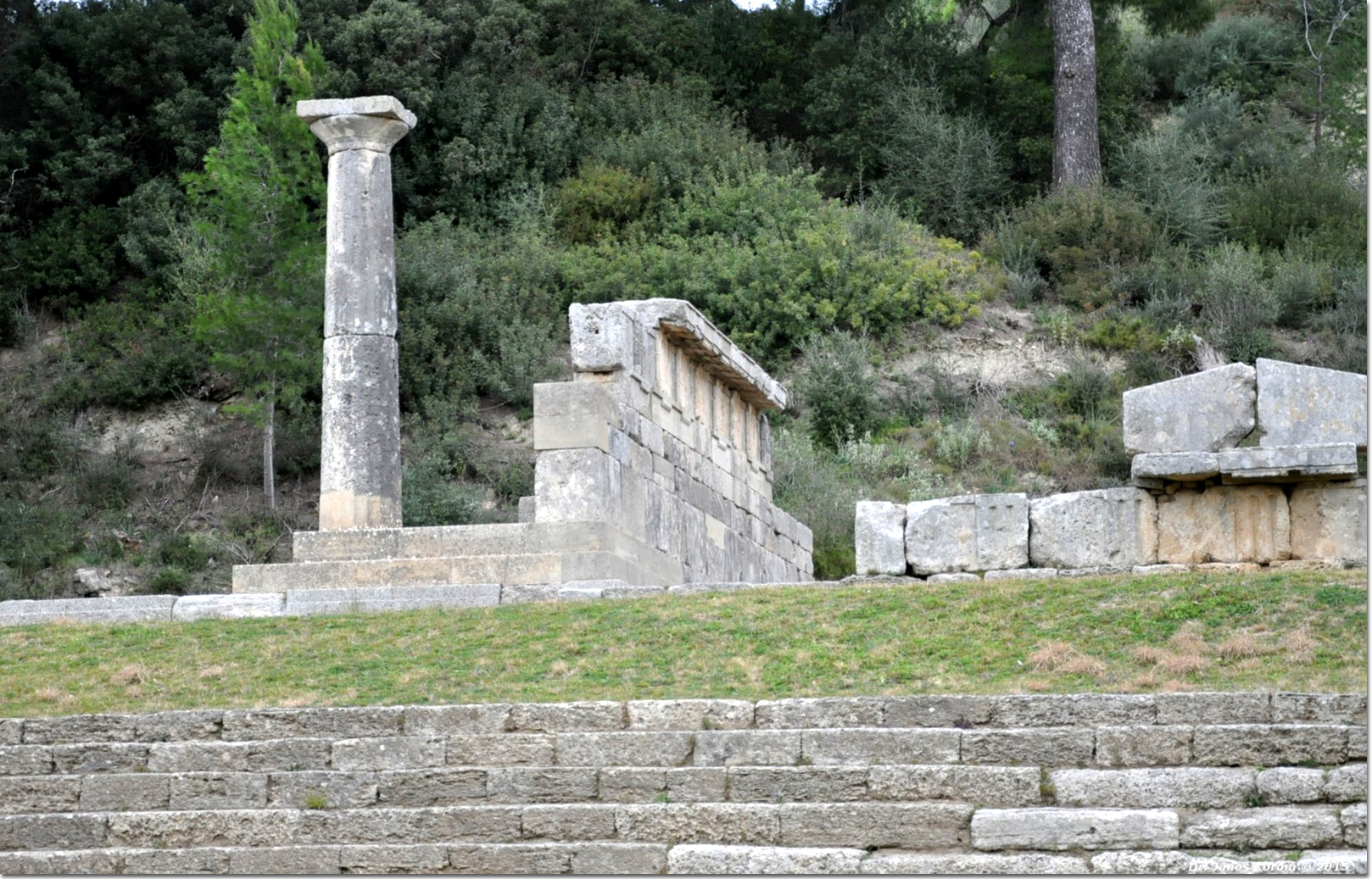
Metroo.

La estatua de Augusto, de más del triple del tamaño natural, ocupaba un lugar destacado. Según Joseph Wiesner se le representó con un rayo en su mano derecha intentando sustituir así con este Zeus imperial al tradicional Zeus Olímpico de Fidias. En su época, Augusto encarnaba el protagonismo de la paz romana instituida por él, y de ahí que como pacificador se le distinguiese y honrase de manera especial. A él parece referirse la inscripción encontrada de los arquitrabes del frontón que decía: «Los eleos al hijo de dios, al noble César, el salvador de los helenos y de todo el mundo habitado».
La estatua colosal de Zeus-Augusto debió de estar colocada de frente a la entrada en el centro del lado izquierdo  del templo, a continuación de las de los emperadores Domiciano, Claudio, Tito y sus respectivas consortes, Domicia Longina, Agripina la Menor y Marcia Furnila.